# Scottish Premiership 2017-2018
La Scottish Premiership 2017-2018 (denominata per ragioni di sponsorizzazione Ladbrokes Scottish Premiership) è stata la 121ª edizione della massima serie del campionato scozzese di calcio, disputato tra il 5 agosto 2017 e il 13 maggio 2018 e concluso con la vittoria del Celtic, al suo quarantanovesimo titolo, il settimo consecutivo.
Capocannoniere del torneo è stato Kris Boyd (Kilmarnock) con 18 reti.

## Stagione

### Novità
L'Hibernian ritorna nella massima divisione scozzese dopo la retrocessione del 2014, sostituendo l'Inverness, retrocesso in Scottish Championship (seconda divisione scozzese) dopo l'ultimo posto ottenuto nella stagione precedente.

### Formula
La stagione era divisa in due fasi: nella prima fase le dodici squadre partecipanti si incontravano tra di loro per tre volte, per un totale di 33 incontri per squadra. Nella seconda fase venivano disputate le poule per il titolo e quelle per la retrocessione: alla poule per il titolo partecipavano le prime sei classificate, alla poule retrocessione le ultime sei; veniva conservato il punteggio della prima fase; in questa seconda fase le sei squadre di ogni girone incontravano le altre in gare di sola andata per un totale di cinque ulteriori incontri.
Al termine della stagione la squadra ultima classificata retrocedeva direttamente mentre la penutlima disputava uno spareggio can la vincente dei play-off della Championship. La squadra vincente otteneva un posto nella prossima Premiership.

## Squadre partecipanti
| Club                | Stagione | Città      | Stadio                | Stagione precedente                         |
| ------------------- | -------- | ---------- | --------------------- | ------------------------------------------- |
| Aberdeen            | dettagli | Aberdeen   | Pittodrie Stadium     | 2º posto in Scottish Premiership            |
| Celtic              | dettagli | Glasgow    | Celtic Park           | 1º posto in Scottish Premiership            |
| Dundee              | dettagli | Dundee     | Dens Park             | 10º posto in Scottish Premiership           |
| Hamilton Academical | dettagli | Hamilton   | New Douglas Park      | 11º posto in Scottish Premiership           |
| Hearts              | dettagli | Edimburgo  | Tynecastle Stadium    | 5º posto in Scottish Premiership            |
| Hibernian           | dettagli | Edimburgo  | Easter Road           | 1º posto in Scottish Championship, promosso |
| Kilmarnock          | dettagli | Kilmarnock | Rugby Park            | 8º posto in Scottish Premiership            |
| Motherwell          | dettagli | Motherwell | Fir Park              | 9º posto in Scottish Premiership            |
| Partick Thistle     | dettagli | Glasgow    | Firhill Stadium       | 6º posto in Scottish Premiership            |
| Rangers             | dettagli | Glasgow    | Ibrox Stadium         | 3º posto in Scottish Premiership            |
| Ross County         | dettagli | Dingwall   | Global Energy Stadium | 7º posto in Scottish Premiership            |
| St. Johnstone       | dettagli | Perth      | McDiarmid Park        | 4º posto in Scottish Premiership            |

### Allenatori e primatisti
| Squadra             | Allenatore                                                             | Calciatore più presente | Cannoniere                       |
| ------------------- | ---------------------------------------------------------------------- | ----------------------- | -------------------------------- |
| Aberdeen            | Derek McInnes                                                          | Anthony O'Connor (38)   | Adam Rooney (9)                  |
| Celtic              | Brendan Rodgers                                                        | Callum McGregor (36)    | Scott Sinclair (10)              |
| Dundee              | Neil McCann                                                            | Glen Kamara (37)        | Sofien Moussa (7)                |
| Hamilton Academical | Martin Canning                                                         | Xavier Tomas (36)       | David Templeton Dougie Imrie (8) |
| Hearts              | Craig Levein                                                           | Christophe Berra (37)   | Kyle Lafferty (12)               |
| Hibernian           | Neil Lennon                                                            | Efe Ambrose (38)        | Florian Kamberi (9)              |
| Kilmarnock          | Lee McCulloch (1ª-8ª) Steve Clarke (9ª-38ª)                            | Greg Taylor (38)        | Kris Boyd (18)                   |
| Motherwell          | Stephen Robinson                                                       | Cédric Kipré (35)       | Louis Moult (8)                  |
| Partick Thistle     | Alan Archibald                                                         | Ryan Edwards (38)       | Kris Doolan Conor Sammon (7)     |
| Rangers             | Pedro Caixinha (1ª-11ª) Graeme Murty (12ª-35ª) Jimmy Nicholl (36ª-38ª) | James Tavernier (38)    | Alfredo Morelos (14)             |
| Ross County         | Owen Coyle (1ª-29ª) Steven Ferguson & Stuart Kettlewell (30ª-38ª)      | Marcus Fraser (38)      | Alex Schalk (11)                 |
| St. Johnstone       | Tommy Wright                                                           | Joe Shaughnessy (38)    | Steven MacLean (9)               |

## Stagione regolare

### Classifica finale
Fonte:
|  | Pos. | Squadra             | Pt | G  | V  | N  | P  | GF | GS | DR  |
|  | ---- | ------------------- | -- | -- | -- | -- | -- | -- | -- | --- |
|  | 1.   | Celtic              | 75 | 33 | 22 | 9  | 2  | 64 | 21 | +43 |
|  | 2.   | Rangers             | 62 | 33 | 19 | 5  | 9  | 67 | 38 | +29 |
|  | 3.   | Aberdeen            | 62 | 33 | 19 | 5  | 9  | 50 | 36 | +14 |
|  | 4.   | Hibernian           | 59 | 33 | 16 | 11 | 6  | 49 | 35 | +14 |
|  | 5.   | Kilmarnock          | 55 | 33 | 15 | 10 | 8  | 45 | 39 | +6  |
|  | 6.   | Hearts              | 46 | 33 | 11 | 13 | 9  | 35 | 30 | +5  |
|  | 7.   | Motherwell          | 38 | 33 | 10 | 8  | 15 | 36 | 43 | -7  |
|  | 8.   | St. Johnstone       | 38 | 33 | 10 | 8  | 15 | 32 | 47 | -15 |
|  | 9.   | Hamilton Academical | 30 | 33 | 8  | 6  | 19 | 43 | 60 | -17 |
|  | 10.  | Dundee              | 30 | 33 | 8  | 6  | 19 | 31 | 53 | -22 |
|  | 11.  | Ross County         | 26 | 33 | 6  | 8  | 19 | 38 | 57 | -19 |
|  | 12.  | Partick Thistle     | 25 | 33 | 6  | 7  | 20 | 26 | 57 | -31 |

Legenda:
      Ammesse alla poule per il titolo
      Ammesse alla poule salvezza
Regolamento:
Tre punti a vittoria, uno a pareggio, zero a sconfitta.
A parità di punti, le posizioni in classifica venivano determinate sulla base della differenza reti.

### Risultati

#### Tabellone
|                     | Abe     | Cel     | Dnd     | Ham     | Hea     | Hib     | Kil     | Mot     | Par     | Ran     | Ros     | StJ     |
| ------------------- | ------- | ------- | ------- | ------- | ------- | ------- | ------- | ------- | ------- | ------- | ------- | ------- |
| Aberdeen            | ––––    | 0-3 0-2 | 2-1 1-0 | 2-0 3-0 | 0-0     | 4-1     | 1-1 3-1 | 0-2     | 1-0     | 1-2     | 2-1     | 3-0 4-1 |
| Celtic              | 3-0     | ––––    | 1-0 0-0 | 3-1     | 4-1 3-1 | 2-2 1-0 | 1-1     | 5-1     | 2-0     | 0-0     | 4-0 3-0 | 1-1 0-0 |
| Dundee              | 0-1     | 0-2     | ––––    | 1-3     | 2-1 1-1 | 1-1 0-1 | 0-0     | 0-1     | 3-0     | 2-1     | 1-2 1-4 | 3-2 0-4 |
| Hamilton Academical | 2-2     | 1-4 1-2 | 3-0 1-2 | ––––    | 1-2 0-3 | 1-1     | 1-2     | 1-2 2-0 | 0-0 2-1 | 1-4 3-5 | 3-2     | 0-1     |
| Hearts              | 0-0 2-0 | 4-0     | 2-0     | 1-1     | ––––    | 0-0     | 1-2 1-1 | 1-0 1-1 | 1-1 3-0 | 1-3     | 0-0     | 1-0     |
| Hibernian           | 0-1 2-0 | 2-2     | 2-1     | 1-3 3-1 | 1-0 2-0 | ––––    | 1-1     | 2-2 2-1 | 3-1 2-0 | 1-2     | 2-1     | 1-2     |
| Kilmarnock          | 1-3     | 0-2 1-0 | 1-1 3-2 | 2-2 2-0 | 0-1     | 0-3 2-2 | ––––    | 1-0     | 5-1     | 2-1     | 0-2 3-2 | 1-2 2-0 |
| Motherwell          | 0-1 0-2 | 1-1 0-0 | 1-1     | 1-3     | 2-1     | 0-1     | 2-0 0-1 | ––––    | 3-0 1-1 | 1-2 2-2 | 2-0     | 2-0     |
| Partick Thistle     | 3-4 0-0 | 0-1 1-2 | 2-1 1-2 | 1-0     | 1-1     | 0-1     | 0-2 0-1 | 3-2     | ––––    | 2-2 0-2 | 2-0     | 1-0     |
| Rangers             | 3-0 2-0 | 0-2 2-3 | 4-1 4-0 | 0-2     | 0-0 2-0 | 2-3 1-2 | 1-1 0-1 | 2-0     | 3-0     | ––––    | 2-1     | 1-3     |
| Ross County         | 1-2 2-4 | 0-1     | 0-2     | 2-1 2-2 | 1-2 1-1 | 0-1 1-1 | 2-2     | 3-2     | 1-1 4-0 | 1-3 1-2 | ––––    | 1-1     |
| St. Johnstone       | 0-3     | 0-4     | 0-2     | 2-1 1-0 | 0-0     | 1-1     | 1-2     | 4-1 0-0 | 1-0 1-3 | 0-3 1-4 | 0-0 2-0 | ––––    |

## Poule per il titolo/salvezza

### Classifica finale
Fonte:
|        | Pos. | Squadra             | Pt | G  | V  | N  | P  | GF | GS | DR  |
| ------ | ---- | ------------------- | -- | -- | -- | -- | -- | -- | -- | --- |
|        | 1.   | Celtic              | 82 | 38 | 24 | 10 | 4  | 73 | 25 | +48 |
|        | 2.   | Aberdeen            | 73 | 38 | 22 | 7  | 9  | 56 | 37 | +19 |
|        | 3.   | Rangers             | 70 | 38 | 21 | 7  | 10 | 76 | 50 | +26 |
| [ 11 ] | 4.   | Hibernian           | 67 | 38 | 18 | 13 | 7  | 62 | 46 | +16 |
|        | 5.   | Kilmarnock          | 59 | 38 | 16 | 11 | 11 | 49 | 47 | +2  |
|        | 6.   | Hearts              | 49 | 38 | 12 | 13 | 13 | 39 | 39 | +0  |
|        |      |                     |    |    |    |    |    |    |    |     |
|        | 7.   | Motherwell          | 48 | 38 | 13 | 9  | 16 | 43 | 49 | -6  |
|        | 8.   | St. Johnstone       | 46 | 38 | 12 | 10 | 16 | 42 | 53 | -11 |
|        | 9.   | Dundee              | 39 | 38 | 11 | 6  | 21 | 36 | 57 | -21 |
|        | 10.  | Hamilton Academical | 33 | 38 | 9  | 6  | 23 | 47 | 68 | -21 |
|        | 11.  | Partick Thistle     | 33 | 38 | 8  | 9  | 21 | 31 | 61 | -30 |
|        | 12.  | Ross County         | 29 | 38 | 6  | 11 | 21 | 40 | 62 | -22 |

Legenda:
      Campione di Scozia e qualificato al primo turno della UEFA Champions League 2018-2019.
      Qualificato al secondo turno preliminare della UEFA Europa League 2018-2019.
      Qualificato al primo turno preliminare della UEFA Europa League 2018-2019.
  Partecipa ai play-off.
      Retrocesso in Scottish Championship 2018-2019.
Regolamento:
Tre punti a vittoria, uno a pareggio, zero a sconfitta.
A parità di punti, le posizioni in classifica venivano determinate sulla base della differenza reti.

#### Tabelloni

##### Poule scudetto
|            | Abe  | Cel  | Hea  | Hib  | Kil  | Ran  |
| ---------- | ---- | ---- | ---- | ---- | ---- | ---- |
| Aberdeen   | –––– |      | 2-0  | 0-0  |      | 1-1  |
| Celtic     | 0-1  | –––– |      |      | 0-0  | 5-0  |
| Hearts     |      | 1-3  | –––– | 2-1  |      |      |
| Hibernian  |      | 2-1  |      | –––– | 5-3  | 5-5  |
| Kilmarnock | 0-2  |      | 1-0  |      | –––– |      |
| Rangers    |      |      | 2-1  |      | 1-0  | –––– |

### Risultati poule salvezza
|                     | Dun  | Ham  | Mot  | Par  | Ros  | StJ  |
| ------------------- | ---- | ---- | ---- | ---- | ---- | ---- |
| Dundee              | –––– | 1-0  |      | 0-1  |      | 2-1  |
| Hamilton Academical |      | –––– |      |      | 2-0  | 1-2  |
| Motherwell          | 2-1  | 3-0  | –––– |      |      | 1-5  |
| Partick Thistle     |      | 2-1  | 0-1  | –––– | 1-1  |      |
| Ross County         | 0-1  |      | 0-0  |      | –––– |      |
| St. Johnstone       |      |      |      | 1-1  | 1-1  | –––– |

## Spareggi

### Play-off
|                 | Risultati |                 | Luogo e data               |
| --------------- | --------- | --------------- | -------------------------- |
| Livingston      | 2-1       | Partick Thistle | Livingston, 17 maggio 2018 |
| Partick Thistle | 0-1       | Livingston      | Glasgow, 20 maggio 2018    |
|                 |           |                 |                            |

## Statistiche e record

### Squadre

#### Capoliste solitarie
|    | —— | —— | ——  | —— | ——     | ——     | —— | —— | ——  | ——     | ——     | ——     | ——     | ——     | ——     | ——     | ——     | ——     | ——     | ——     | ——     | ——     | ——     | ——     | ——     | ——     | ——     | ——     | ——     | ——     | ——     | ——     | ——     | ——     | ——     | ——     | ——     | —— |  |
|    |    |    | Abe |    | Celtic | Celtic |    |    |     | Celtic | Celtic | Celtic | Celtic | Celtic | Celtic | Celtic | Celtic | Celtic | Celtic | Celtic | Celtic | Celtic | Celtic | Celtic | Celtic | Celtic | Celtic | Celtic | Celtic | Celtic | Celtic | Celtic | Celtic | Celtic | Celtic | Celtic | Celtic |    |  |
|    |    |    |     |    |        |        |    |    |     |        |        |        |        |        |        |        |        |        |        |        |        |        |        |        |        |        |        |        |        |        |        |        |        |        |        |        |        |    |  |
|    |    |    |     |    |        |        |    |    |     |        |        |        |        |        |        |        |        |        |        |        |        |        |        |        |        |        |        |        |        |        |        |        |        |        |        |        |        |    |  |
| 1ª | 2ª | 3ª | 4ª  | 5ª | 6ª     | 7ª     | 8ª | 9ª | 10ª | 11ª    | 12ª    | 13ª    | 14ª    | 15ª    | 16ª    | 17ª    | 18ª    | 19ª    | 20ª    | 21ª    | 22ª    | 23ª    | 24ª    | 25ª    | 26ª    | 27ª    | 28ª    | 29ª    | 30ª    | 31ª    | 32ª    | 33ª    | 34ª    | 35ª    | 36ª    | 37ª    | 38ª    |    |  |

#### Primati stagionali
- Maggior numero di vittorie: Celtic (24)
- Minor numero di vittorie: Ross County (6)
- Maggior numero di pareggi: Hearts, Hibernian (13)
- Minor numero di pareggi: Dundee, Hamilton (6)
- Maggior numero di sconfitte: Hamilton (23)
- Minor numero di sconfitte: Celtic (4)
- Miglior attacco: Celtic (73 gol fatti)
- Peggior attacco: Dundee (36 gol fatti)
- Miglior difesa: Celtic (25 gol subiti)
- Peggior difesa: Hamilton (68 gol subiti)
- Miglior differenza reti: Celtic (+48)
- Peggior differenza reti: Partick Thistle (-30)
- Miglior serie positiva: Celtic (17 risultati utili consecutivi)
- Peggior serie negativa: Partick Thistle (5 sconfitte, dalla 5ª alla 9ª giornata)

### Individuali

#### Classifica marcatori
| Gol |  |  | Giocatore       | Squadra     |
| --- |  |  | --------------- | ----------- |
| 18  |  |  | Kris Boyd       | Kilmarnock  |
| 14  |  |  | Alfredo Morelos | Rangers     |
| 13  |  |  | Josh Windass    | Rangers     |
| 12  |  |  | Kyle Lafferty   | Hearts      |
| 11  |  |  | Alex Schalk     | Ross County |
| 10  |  |  | Scott Sinclair  | Celtic      |